# ريتشارد بينيت (ممثل)
ريتشارد بينيت (بالإنجليزية: Richard Bennett)‏  (و. 1870 – 1944 م) هو كاتب سيناريو، وممثل مسرحي، وممثل أفلام أمريكي، توفي في لوس أنجلوس، عن عمر يناهز 74 عاماً، بسبب نوبة قلبية.

## وصلات خارجية
- ريتشارد بينيت على موقع IMDb (الإنجليزية)
- ريتشارد بينيت على موقع ألو سيني (الفرنسية)
- ريتشارد بينيت على موقع أول موفي (الإنجليزية)
- ريتشارد بينيت على موقع قاعدة بيانات برودواي على الإنترنت (الإنجليزية)
- ريتشارد بينيت على موقع قاعدة بيانات الأفلام السويدية (السويدية)
- ريتشارد بينيت على موقع قاعدة بيانات الفيلم (الإنجليزية)
- ريتشارد بينيت على موقع كينوبويسك (الروسية)